# Mirosław Pękala
Mirosław Mieczysław Pękala (ur. 15 października 1961 w Kłodzku) – polski piłkarz, wychowanek klubu Nysa Kłodzko.
W polskiej ekstraklasie występował od 14 sierpnia 1977 do 18 czerwca 1988 (225 mecze, 40 goli). Do grudnia 1984 był piłkarzem Śląska Wrocław, w okresie styczeń 1985 – czerwiec 1988 był zawodnikiem Lechii Gdańsk.

## Reprezentacja Polski
| lp. | Data             | Miejsce   | Przeciwnik | Rezultat | Rozgrywki  | Grał   | Uwagi |
| --- | ---------------- | --------- | ---------- | -------- | ---------- | ------ | ----- |
| 1.  | 25 stycznia 1981 | Tokio     | Japonia    | 2-0      | towarzyski | od 46' |       |
| 2.  | 27 stycznia 1981 | Tokushima | Japonia    | 4-2      | towarzyski | od 69' |       |
| 3.  | 30 stycznia 1981 | Nagoya    | Japonia    | 4-1      | towarzyski | od 54' |       |
| 4.  | 1 lutego 1981    | Tokio     | Japonia    | 3-0      | towarzyski | 90'    | Gol   |
| 5.  | 23 marca 1983    | Łódź      | Bułgaria   | 3-1      | towarzyski | od 80' |       |
| 6.  | 18 marca 1987    | Rybnik    | Finlandia  | 3-1      | towarzyski | od 46' |       |